# 拟剧论 (Eve歌曲)
《拟剧论》（日语：ドラマツルギー   英语：Dramaturgy）是日本创作歌手Eve的原创Vocaliod歌曲，收录于专辑《文化》。

## 概述
此歌曲使用语音引擎初音未来合成人声的版本于2017年10月10日在Niconico动画上发布。次日11日在Youtube上发布了Eve本人演唱版。 2019年10月，此歌曲被用作AbemaTV电视剧《如果被关注就完了》主题曲。

## 评价
截至2023年10月，此歌曲YouTube 上发布的音乐视频的观看次数已超过1.6亿次。此歌曲在Twitter上举行的最喜爱歌曲投票“Eve最好的3曲”中获得第一名  。

## MV

### 簡介
動畫的负责人是曾参与过《魔舞东京》和《荒谬文学》的Mah。
MV中下北泽地区的图像描绘了下北泽站和下北泽南总店。

#### 叙事
歌曲的MV为动画形式，以戏剧为主题，描述了故事主人公"kurukuru"在一个个扮演的角色中迷失了真實的自我，用戏剧，演员和观众比喻生活，表达了對社会交际困惑和迷茫的情绪。
登场人物
有代表性的人物
- 咕噜咕噜（kurukuru）

一个戴着面具的默劇演員。在動畫中出现了多种面具，最显着的特点是用傘跳舞。動畫后半段出现的黑色身影称为咕噜咕噜米默尔（Kurukuru Mimer）。他拄着拐杖，戴着圆顶礼帽。 
- 独眼大人

一个高大的单眼角色。首次出现于前作《荒谬文学》中，在此后的作品中作为表达Eve世界观的代表人物不断出现。该角色最初的设计为是Eve自己创作的，据说是基于Eve在过去过去多次出现在他梦中的一个人。身高2米，4个手指。

## 收录专辑
|                              | 发售日         | タイトル              | レーベル         |
| ---------------------------- | -------------- | --------------------- | ---------------- |
| Dramaturgy                   | 2017年12月13日 | 『文化』              | harapeco records |
| Dramaturgy（Live Film ver.） | 2021年9月30日  | 『群青讃歌/遊生夢死』 | TOY'S FACTORY    |
| Dramaturgy feat.初音未来     | 2022年2月9日   | 『Eve Vocaloid 01』   | TOY'S FACTORY    |

## 排行榜
在排行榜Japan iTunes Top 100 Rock Songs 排行中连续上榜，最高排名第44名。

## 其它收录
- Afterglow［美竹蘭（佐倉綾音）］×香澄（愛美）翻唱 - 2021年1月1日在游戏『BanG Dream! 少女乐团派对！』追加收录。后收录于同年2月24日发售的专辑『BanG Dream! 少女乐团派对！翻唱曲合辑Vol.5』[15]。
- Leo/need ［星乃一歌（野口瑠璃子）］×初音未来 翻唱- 2020年12月28日在游戏『世界计划 缤纷舞台！ feat.初音未来』追加收录。后收录于2022年5月11日发售的专辑『Leo/need SEKAI ALBUM vol.1』[16]

| 发布日         | 标题                                                          | 收录曲                               |
| -------------- | ------------------------------------------------------------- | ------------------------------------ |
| 2018年 3月21日 | 灯油『Second Heart』                                          | Dramaturgy                           |
| 2019年 9月18日 | RIB『Ribing fossil』                                          | Dramaturgy                           |
| 2021年 2月14日 | CocoTsuki『Crossroad』                                        | Dramaturgy (Cover)                   |
| 2021年 2月24日 | Afterglow×香澄『BanG Dream! 少女乐团派对！翻唱曲合辑Vol.5』   | Dramaturgy                           |
| 2021年 7月28日 | 触手猴『V.I.P X marasy plays Vocaloid Instrumental on Piano』 | Dramaturgy                           |
| 2021年11月24日 | RIB『MYLIST』                                                 | Dramaturgy                           |
| 2022年 4月6日  | Ahono Sakata『あほの坂田 歌ってみた①』                        | Dramaturgy                           |
| 2022年 5月11日 | Leo/need『Leo/need SEKAI ALBUM vol.1』                        | Dramaturgy (feat.星乃一歌＆初音未来) |
| 2023年 5月3日  | SORARU『そらるの歌ってみた［2016-2018］』                     | Dramaturgy (cover)                   |